# روبرت ورتينبيرغ
روبرت وورتينبيرغ (19 حزيران 1887 – 16 تشرين الثاني 1956) (بالألمانية: Robert Wartenberg) هو طبيب للأمراض العصبية وأستاذ جامعي أمريكي الجنسية.

## نشأته
ولد وارتينبيرغ عام 1886 في غرودنو في روسيا البيضاء أو بيلاروسيا التي كانت آنذاك جزءا من الإمبراطورية الروسية. وتخرج من جامعة روستوك في ألمانيا عام 1919. عمل مع ماكس نون في هامبورغ وأوتفريد فورستر في بريسلاو في بولندا (تسمى بريسلاو حاليا روكلو). في عام 1933، أصبح رئيسا لقسم العيادة العصبية في فرايبورغ و أستاذا متفرغا لتدريس علم الأعصاب. ومع ذلك، تعرض للاضطهاد من قبل النازيين، وفي عام 1935، غادر ألمانيا واستقر في سان فرانسيسكو. ثم في عام 1952، عين أستاذاً إكلينيكياً متخصصا في علم الأعصاب في جامعة كاليفورنيا. وقد كان وارتينبيرغ يهودياً.

## عمله
من المعروف أن روبرت وارتينبيرغ هو مخترع عجلة وارتينبيرغ العصبية، وهو جهاز طبي يمكن من خلاله اختبار حساسية الجلد للمريض، وذلك من خلال تمرير الأداة بشكل دائري عبر الجلد بشكل منهجي. كما قام روبرت وارتنبيرغ بتحديد الخلل العصبي في اليد المتمثل بالتنميل، وهو اعتلال عصبي يصيب اليد ناجم عن الانضغاط في الجزء السطحي من العصب الكعبري عام 1932.